# 皇家海軍預備役軍官長期服役獎章
皇家海軍預備役軍官長期服役獎章（英語：Decoration for Officers of the Royal Naval Reserve）也稱為後備獎章（英語：RD），是英國皇家海軍後備隊頒發給至少服役十五年的現役軍官獎章。該獎章於1908年開始實施。

## 外觀
這枚獎章有一個橢圓形的徽章，由銀鍍金的皇家記號組成，周圍是銀製繩子，底部有一個平結，上面是一個鍍金的皇冠，懸掛在一條深綠色帶子上。1941年後改為滾白邊的深綠色帶子。最初需要十五年的服役（不包括海軍官校生時期），戰時服役則可以加倍計算。
1999年4月1日，後備獎章和特別預備長期服役暨品行優良獎章等皇家海軍後備隊評級均由志願後備役獎章取代。

## 外部連結
- Medals and service record of John Wilson （页面存档备份，存于）
- Image of Decoration for Officers of the Royal Naval Reserve awarded to Thomas Charles Nichols Thompson （页面存档备份，存于）
- Ribbons